# Вронови
Вронови (пол. Wronowy, нім. Frohenau) — село в Польщі, у гміні Стшельно Моґіленського повіту Куявсько-Поморського воєводства.
Населення — 341 особа (2011).
У 1975-1998 роках село належало до Бидгощського воєводства.

## Демографія
Демографічна структура станом на 31 березня 2011 року:
|          | Загалом | Допрацездатний вік | Працездатний вік | Постпрацездатний вік |
| -------- | ------- | ------------------ | ---------------- | -------------------- |
| Чоловіки | 163     | 33                 | 117              | 13                   |
| Жінки    | 178     | 40                 | 104              | 34                   |
| Разом    | 341     | 73                 | 221              | 47                   |